# Acrolophus directus
Acrolophus directus är en fjärilsart som beskrevs av August Busck 1912. Acrolophus directus ingår i släktet Acrolophus och familjen Acrolophidae. Inga underarter finns listade i Catalogue of Life.